# Zòon politikon

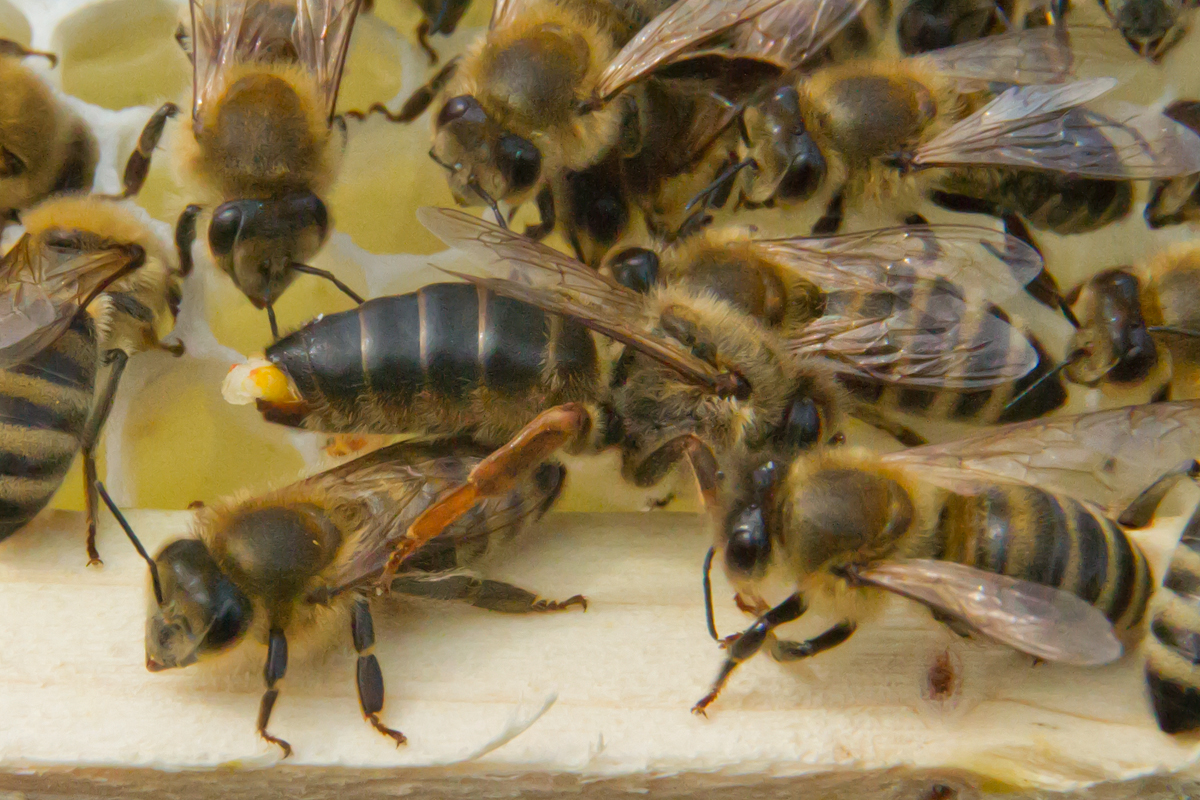
Aristòtil va considerar les abelles i les formigues com a animals polítics.

Zòon politikon (en grec ζῷον πoλιτικόν, "animal polític") és un concepte creat per Aristòtil, el significat literal del qual és «animal polític» o «animal cívic» i fa referència a l'ésser humà, el qual a diferència dels animals posseeix la capacitat de relacionar-se políticament, és a dir, de crear societats i organitzar la vida en ciutats (polis).
Quan Aristòtil definia l'home com a zòon politikon, feia referència a les seves dimensions social i política. L'home i l'animal per natura són socials, però només l'home és polític, sempre que visqui en comunitat. Per tant, la dimensió social ajuda a constituir la base de l'educació i la dimensió política contribueix a l'extensió d'aquesta educació.
Aristòtil es preocupà tant per la natura de l'ésser humà com per les seves relacions sociopolítiques, creia que l'individu només es pot realitzar plenament en societat, que posseeix la necessitat de viure amb altres persones. També va expressar que aquells que són incapaços de viure en societat o que no la necessiten per la seva pròpia natura, és perquè són bèsties o déus.